# Friedrich Sinner

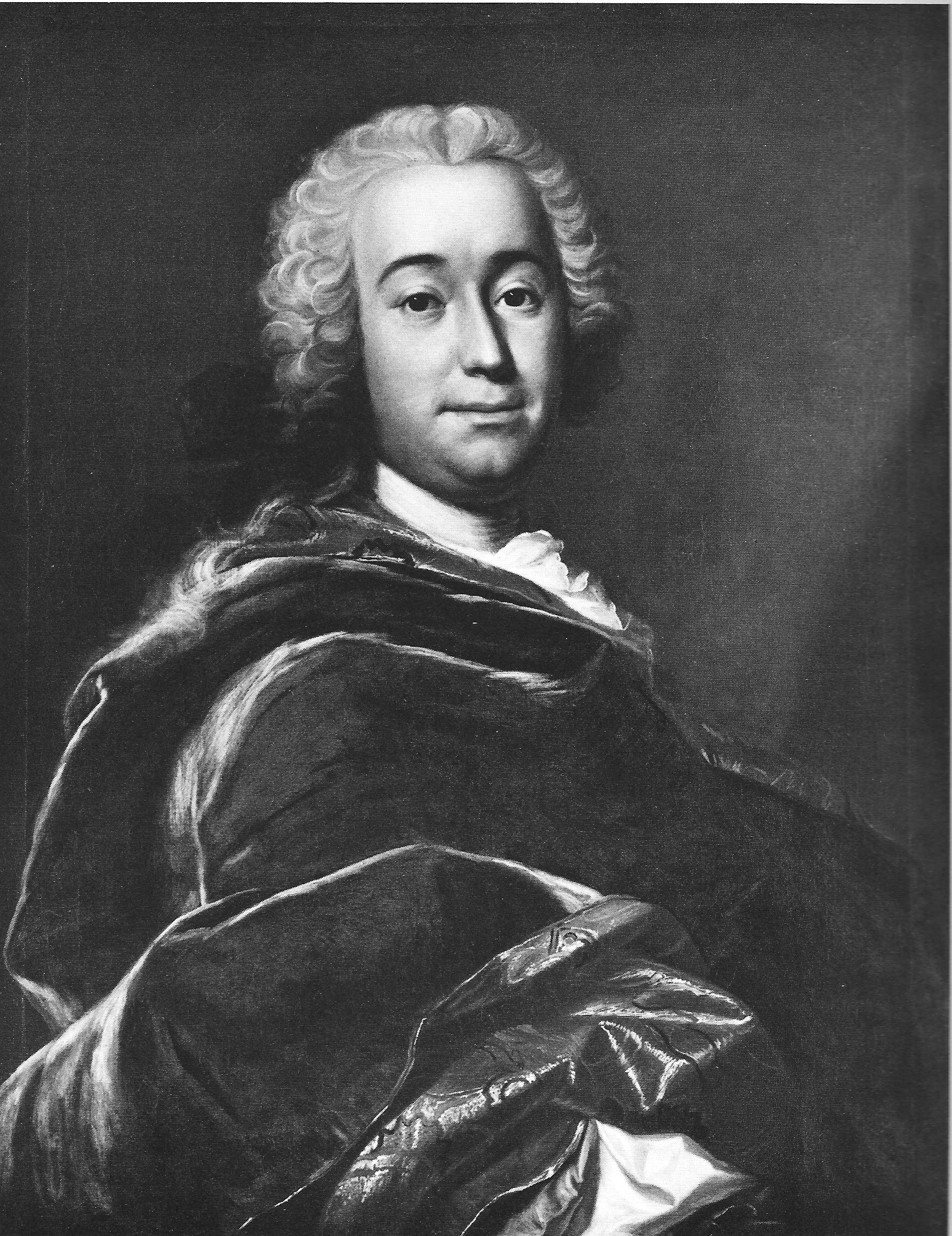
Friedrich Sinner, Porträt von Jakob Emanuel Handmann (1748)

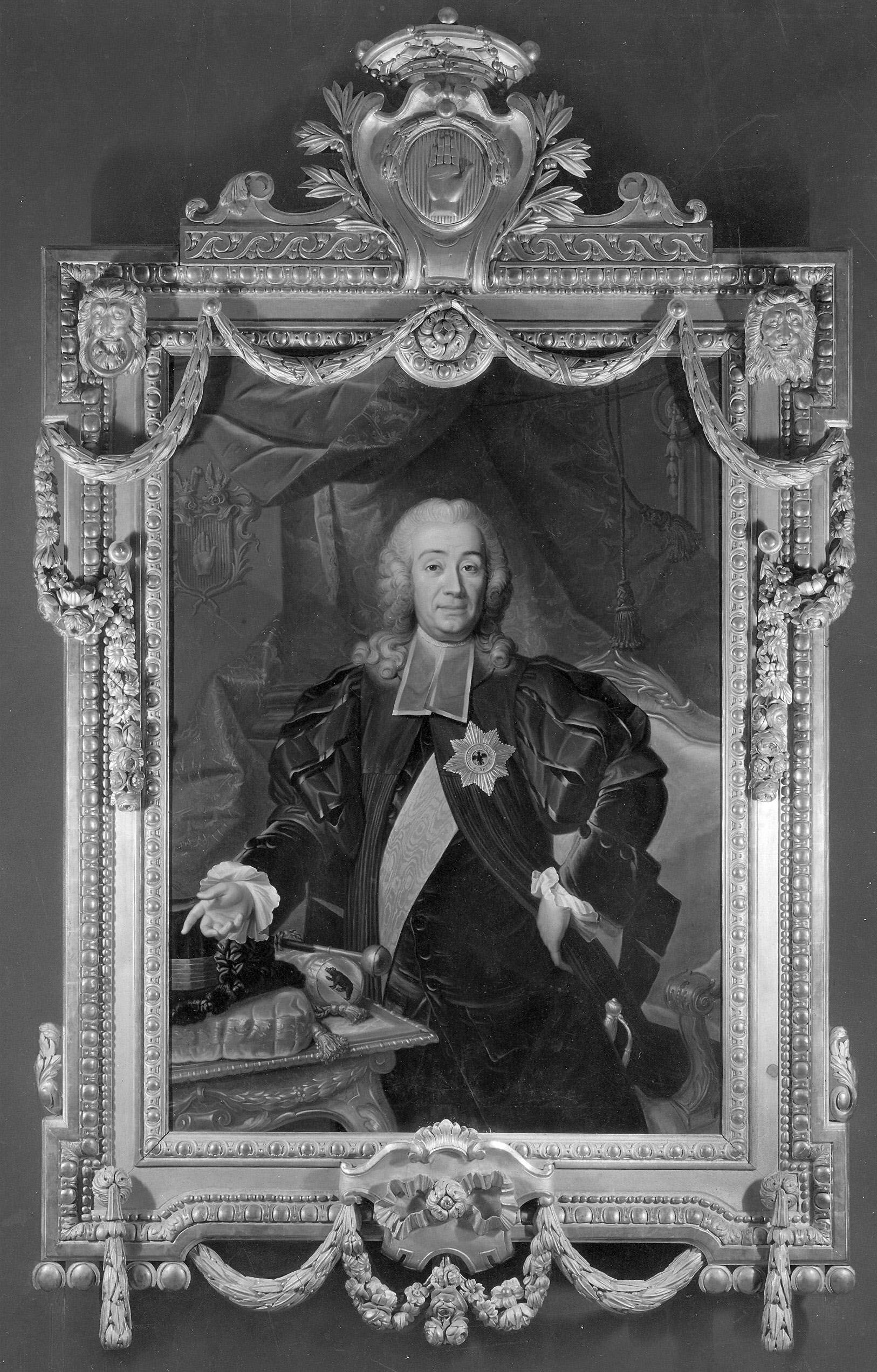
Friedrich Sinner, Porträt von Jakob Emanuel Handmann (1772)

Friedrich von Sinner (* 15. März 1713 in Bern; † 23. Februar 1791) war ein Schweizer Jurist und Magistrat.

## Leben
Friedrich Sinner studierte die Rechte in Marburg und unternahm eine Ausbildungsreise nach Paris und England. Ab 1745 gehörte er dem Grossen Rat der Stadt und Republik Bern an, ab 1746 war er Notar und Assessor am Deutschen Appellationsgericht. 1750 bis 1756 war er Landvogt von Interlaken, wo er sich besonders um das Fürsorge- und Forstwesen kümmerte. 1751 erbte er vom Vater die Herrschaft Grandcour, die er 1755 veräusserte. Er war Mitglied der bernischen Deutschen Gesellschaft und 1764 Präsident der bernischen Ökonomischen Gesellschaft. 1763 gelangte er in den Kleinen Rat, wo er 1766 und 1767 in den Genfer Wirren und 1768 in der Gaudot-Affäre vermittelte. Es gelang ihm, ein militärisches Eingreifen Berns zu verhindern, wofür er 1788 vom preussischen König die Auszeichnung Ritter des preussischen Adlerordens erhielt. 1765 war er Präsident des Chorgerichts, 1766 Venner zu Mittellöwen, 1767 bis 1771 Deutschseckelmeister und 1771 bis 1791 in den geraden Jahren amtierender Schultheiss. 1774 trug er zum Abschluss der neuen Allianz der Dreizehn Orte mit Frankreich bei. 1780 wurde er wegen der Streitigkeiten zwischen Alteingesessenen und Neubürgern als Vermittler nach Genf geschickt, und 1781 befasste er sich mit der Beilegung innerer Unruhen in Fribourg. Als Diplomat war Sinner erfolgreich, galt jedoch als franzosenfreundlich, was öfters zu Differenzen mit seinem jüngeren Mitschultheissen Niklaus Friedrich Steiger führte.
Sinner interessierte sich für Kunst und Literatur. Er war einer der bedeutendsten Auftraggeber des Malers Emanuel Handmann und des Bildhauers Valentin Sonnenschein. Eine Zeitlang beschäftigte er in Interlaken Christoph Martin Wieland als Hauslehrer für seine Kinder.

## Archive
- Bestände in der Burgerbibliothek Bern